# BMW iX3
BMW iX3 (G08) — компактний кросовер на акумуляторній батареї виробництва BMW. Вперше був представлений на Пекінському автосалоні у квітні 2018 року як акумуляторна електрична версія BMW X3 (G01). Побудований на тій же платформі CLAR, що й звичайний X3, лише з невеликими змінами, це третій автомобіль сімейства BMW i з електричним приводом і перший позашляховик BMW з акумуляторною батареєю.

## Перше покоління (G08; 2020-2025)

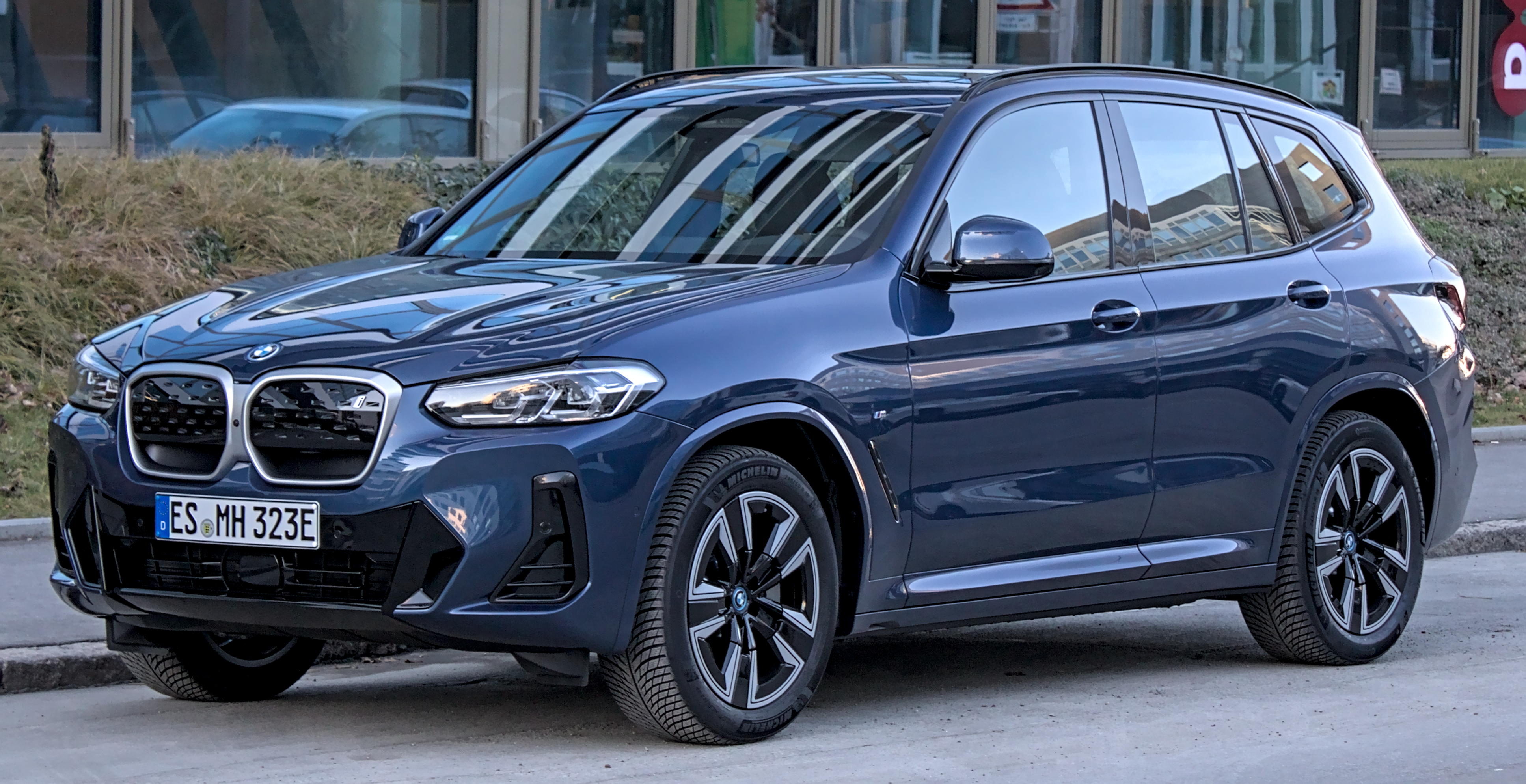
BMW iX3 (з 09/2021)

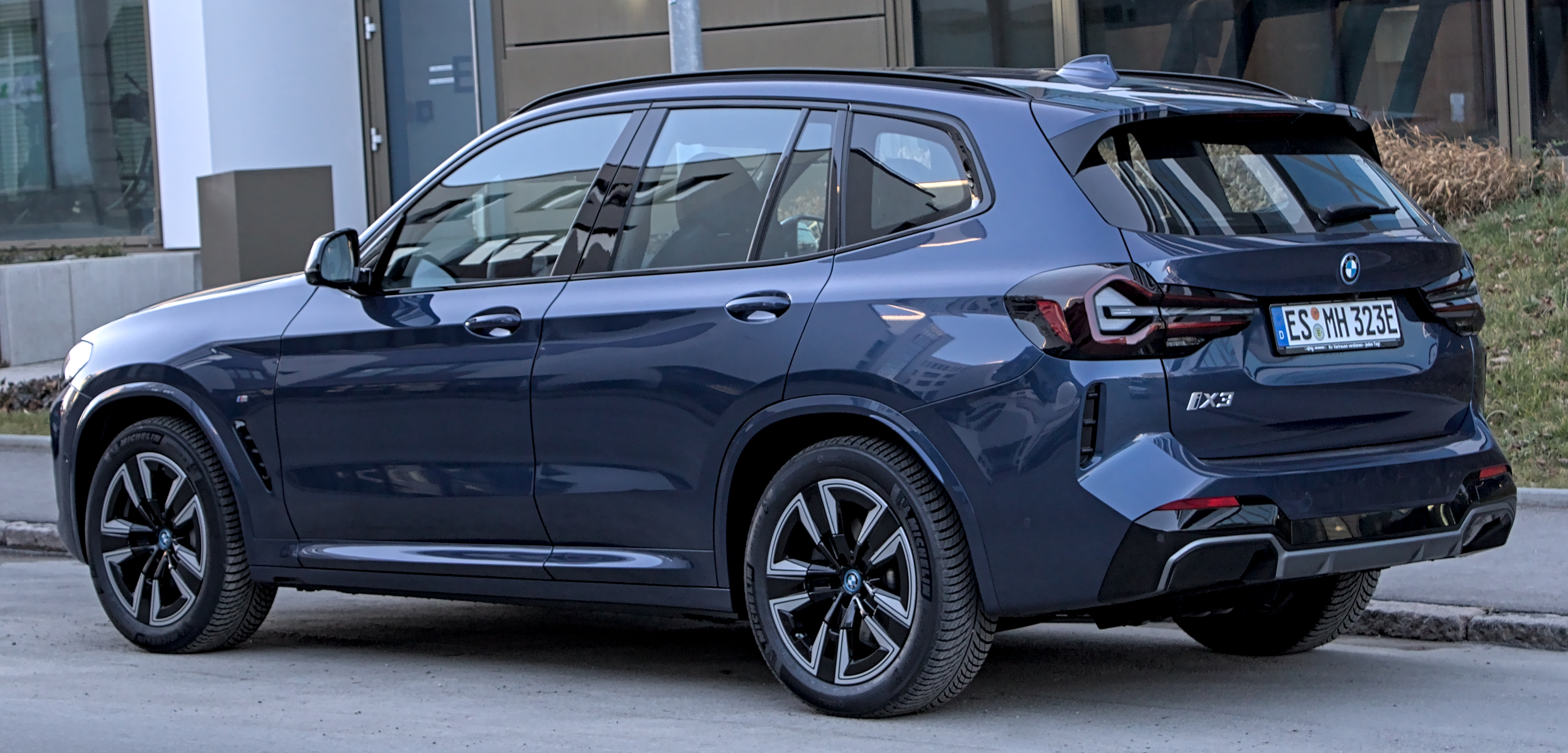

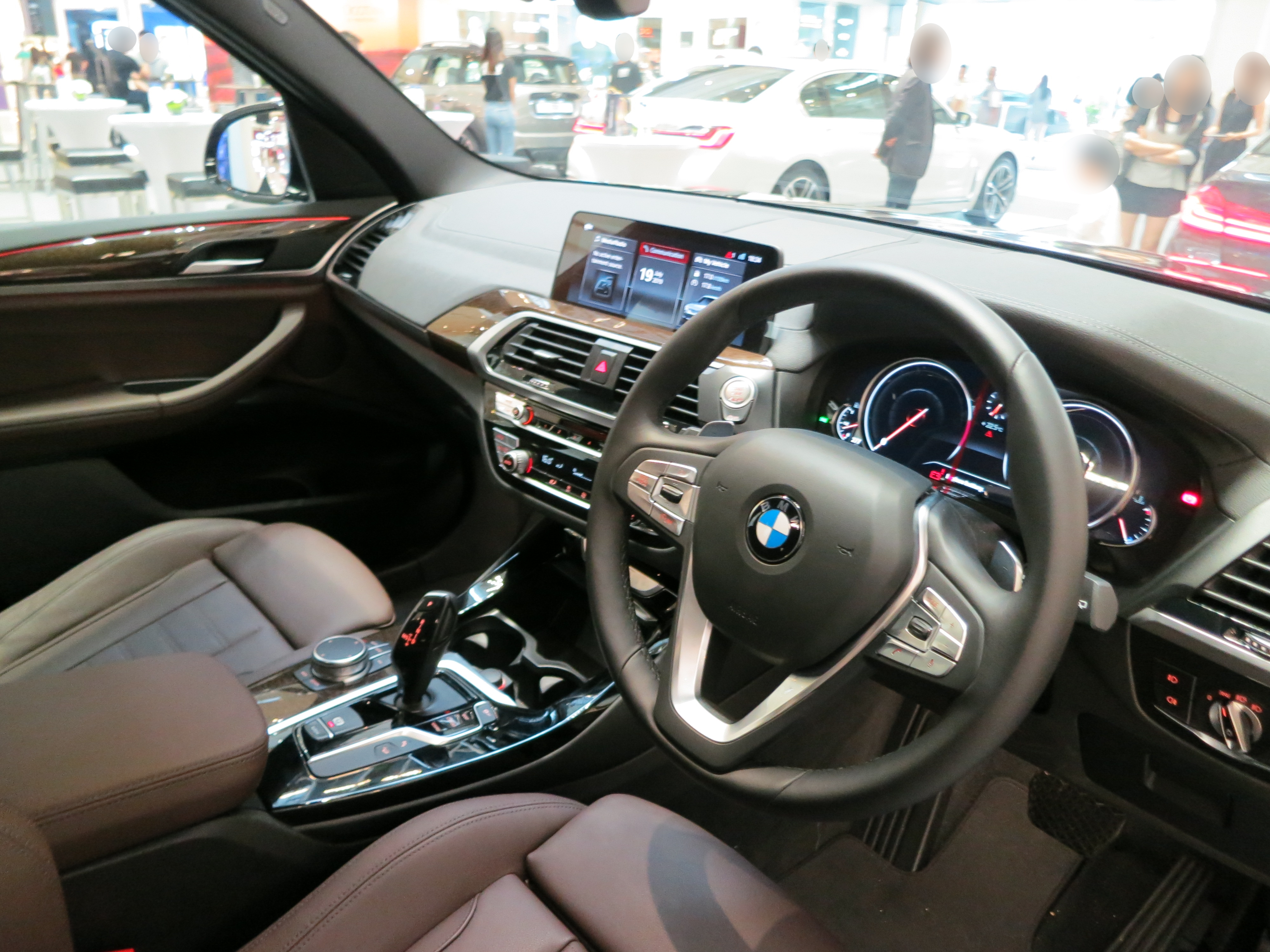

Серійний електричний позашляховик BMW iX3 дебютував 14 липня 2020 року. Електромобіль виготовляється на китайському заводі в Шеньяні і вийшов на ринок КНР у січні 2021 року. Привід — задній. Єдиний електромотор eDrive під заднім диваном видає 210 кВт (286 к. с., 400 Н·м), дозволяючи розміняти сотню за 6,8 с. Максимальна швидкість обмежена: 180 км/год. Батарея ємністю 80 кВт·год забезпечує запас ходу в 460 км по WLTP, або 520 км у циклі NEDC. Витрата — 18,5—19,5 кВт·год/100 км. Від зарядної станції потужністю 150 кВт батарею можна зарядити на 80% за 34 хвилини.
Продажі в Європі почалися в 2021 році. У США iX3 не пропонуватиметься.

## Друге покоління (NA5; з 2025)
В липні 2025 року дебютує нове покоління моделі, збудоване на платформі New Class. BMW iX3 підтримує сучасні зарядні пристрої потужністю до 700 кВт.

### Модифікації
- BMW iX3 40
- BMW iX3 40 xDrive
- BMW iX3 50 xDrive 493 к.с. 690 Нм
- BMW iX3 M60

## Продаж
| Рік  | Європа | Китай  |
| ---- | ------ | ------ |
| 2020 |        | 857    |
| 2021 | 146    | 22.446 |